# Stephen Wolfram
Stephen Wolfram [stíven vólfrem], britansko-ameriški fizik, matematik in poslovnež, * 29. avgust 1959, London, Anglija.
Wolfram je znan po svojem delu v teoretični fiziki delcev, kozmologiji, celičnih avtomatih, teoriji kompleksnosti in računalniški algebri. Je tvorec programa Mathematica.

## Življenje in delo
Njegova starša sta bila judovska begunca, ki sta pribežala v Anglijo leta 1933. Njegov oče, Hugo Wolfram, je bil romanopisec, mati, Sybil Wolfram, pa profesorica filozofije na Univerzi v Oxfordu. 
Hodil je na Dragon School v Oxfordu in neodvisni Kolidž Eton. Bil je čudežni otrok in je objavil članek o fiziki delcev v starosti 16 let. Pri sedemnajstih se je vpisal na Univerzo v Oxfordu (Kolidž St John's). Istega leta je napisal članek o nastanku kvarkov. Doktoriral je leta 1979 iz fizike delcev na Kalifornijskem tehnološkem inštitutu (Caltech). Kmalu se je začel zanimati za celične avtomate. Njegovo delo s področja kvantne kromodinamike z Geoffreyjem Foxom se uporablja še danes v eksperimentalni fiziki delcev.
Leta 1987 je bil ustanovni urednik revije Complex systems. Med letoma 1979 in 1981 je na Oddelku za fiziko Caltecha vodil razvoj programa Symbolic Manipulation Program (SMP), dejansko ničto različico Mathematice, na katero razvoj sta vplivala programa Macsyma in Schoonschip. Zaradi nesoglasij glede avtorskih pravic je zapustil Caltech. Leta 1981 je postal član Inštituta za višji študij, kjer je raziskoval celične avtomate, večinoma s pomočjo računalniških simulacij. S pomočjo simulacij je raziskoval tudi fizikalne procese (na primer turbulentni tok tekočin) prek celičnih avtomatov na superračunalniku Connection Machine vzporedno s Feynmanom.
Inštitut za višji študij je zapustil leta 1986 in odšel na Univerzo Illinoisa v Urbani in Champaignu, kjer je ustanovil njeno Središče za raziskovanje kompleksnih sistemov, ter začel razvijati Mathematico, ki je prvič izšla leta 1988. Leta 1987 je bil soustanovitelj podjetja Wolframm Research, ki nadaljuje z razvojem in prodajo programa.
Med letoma 1992 in 2002 je pisal knjigo Nova vrsta znanosti (A New Kind of Science), ki podaja študijo zelo preprostih računalniških sistemov. V knjigi je trdil da je našel najpreprostejši znani univerzalni Turingov stroj z 2. stanjima in 5. barvami. Zatem je raziskal 2.985.984 (106) možnih kandidatov univerzalnih (2,3) Turingovih strojev, saj je bilo znano da noben od strojev z 2. stanjema in 2. barvama ne more biti univerzalen. Od teh je intuitivno izbral najboljšega. 14. maja 2007 je objavil nagrado v višini 25.000 $ osebi ali skupini, ki bi podala formalni dokaz za univerzalnost takšnega Turingovega stroja. Nagrado je prejel leto kasneje Alex Smith. Vaughan Pratt je kasneje trdil, da je našel napako v dokazu, vendar je Alex njegovo trditev spodbijal.